# Malta International 1990
Die Malta International 1990 im Badminton fanden vom 11. bis zum 13. Mai 1990 statt.

## Medaillengewinner
| Disziplin    | Gold                             | Silber                        | Bronze                             |
| ------------ | -------------------------------- | ----------------------------- | ---------------------------------- |
| Herreneinzel | Claus Thomsen                    | Heinz Fischer                 | Michael Søgaard                    |
| Herreneinzel | Claus Thomsen                    | Heinz Fischer                 | Stephan Kuhl                       |
| Dameneinzel  | Mira Sundari                     | Diana Koleva                  | Emilia Dimitrova                   |
| Dameneinzel  | Mira Sundari                     | Diana Koleva                  | Petra Michalowsky                  |
| Herrendoppel | Martin Skovgaard Michael Søgaard | Hannes Fuchs Jürgen Koch      | Heinz Fischer Klaus Fischer        |
| Herrendoppel | Martin Skovgaard Michael Søgaard | Hannes Fuchs Jürgen Koch      | Michael Keck Stephan Kuhl          |
| Damendoppel  | Monika Cassens Petra Michalowsky | Emilia Dimitrova Diana Koleva | Andrea Roschinsky Mira Sundari     |
| Damendoppel  | Monika Cassens Petra Michalowsky | Emilia Dimitrova Diana Koleva | Heidi Bender Kate Amanda Gregory   |
| Mixed        | Markus Keck Mira Sundari         | Stephan Kuhl Heidi Bender     | Tomasz Mendrek Monika Cassens      |
| Mixed        | Markus Keck Mira Sundari         | Stephan Kuhl Heidi Bender     | Julian Alexandrov Emilia Dimitrova |